# Awasa

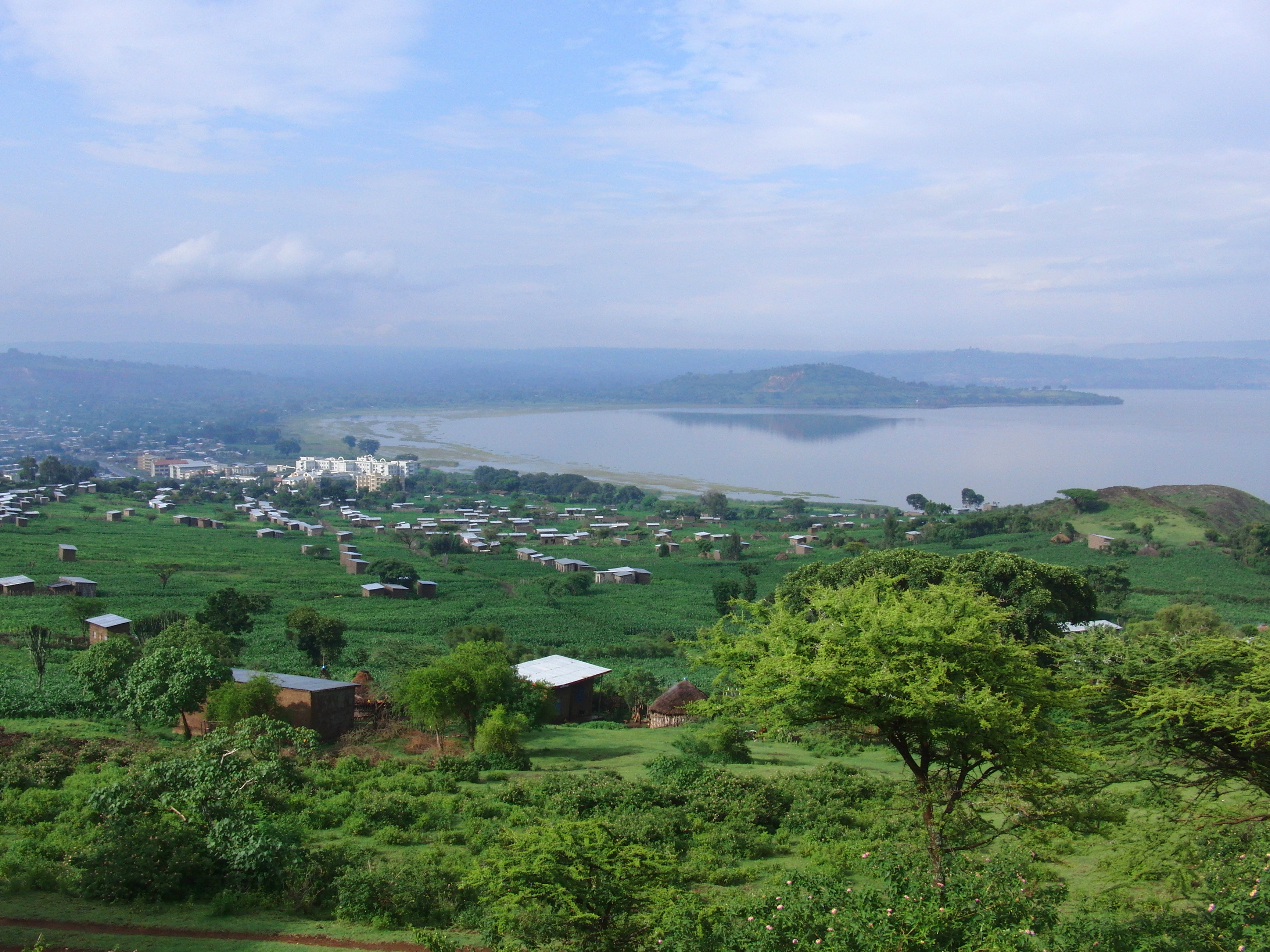
Vista do Lago Awassa, onde a cidade fica às margens.

Awassa (em amárico: አዋሳ) ou ainda, Hawassa, é uma cidade na Etiópia, nas margens do Lago Awasa, no Grande Vale do Rift. Está localizado a 273 quilômetros ao sul de Addis Abeba, capital nacional, a 130 quilômetros a leste de Sodo e a 75 quilômetros ao norte de Dilla. A cidade serve como a capital da Região das Nações, Nacionalidades e Povos do Sul e é uma zona especial desta região. Encontra-se na Estrada Transafricana, que liga Cairo à Cidade do Cabo, estando em uma latitude e longitude de 7° 3'N 38° 28'E e Coordenadas: 7° 3'N 38° 28'E, além de uma elevação de 1.708 metros acima do nível do mar.
Awasa era a capital da antiga província de Sidamo, de cerca de 1978 até a abolição da província, com a adoção da Constituição de 1995. Esta cidade é o lar da Universidade de Awassa (que inclui um Colégio Agrícola, um Campus Principal e um Colégio de Ciências da Saúde), o Colégio Adventista Awasa e um importante mercado. A cidade é servida pelo Aeroporto de Awasa, inaugurado em 1988. O serviço postal é fornecido por uma filial principal, com serviços de eletricidade e telefone também estando disponíveis. As atrações locais importantes incluem a Igreja de São Gabriel e o Estádio Awassa Kenema. A pesca é um importante componente da economia local.